# Cross Internacional Valle de Llodio
Il Cross Internacional Valle de Llodio è una corsa campestre organizzata annualmente alla fine di novembre a Llodio, nei Paesi Baschi, in Spagna.

## Storia
Venne organizzato per la prima volta nel 1985; in questa occasione fu predisposto per il mese di febbraio. Già per la seconda edizione gli organizzatori decisero di spostare l'evento alla fine dell'anno: come conseguenza, nel 1985 del Cross Internacional Valle de Llodio ci furono due edizioni, una a febbraio e l'altra a dicembre.
Organizzato fin dall'inizio dal Club de Atletismo de Laudio, il Cross Internacional Valle de Llodio comprende le due corse destinate agli atleti professionisti (per gli uomini su un percorso di 9.760 m, mentre per le donne di 7.640 m), le gare, sempre sia per uomini e donne, a cui partecipano atleti amatoriali e tre tipi di corse destinate agli atleti anziani. Il percorso si snoda sui terreni destinati a prato intorno all'Estadio Ellakuri: in caso di pioggia, la gara diventa molto più difficoltosa a causa della pesantezza del terreno. All'edizione del 2009 presero parte, in totale, più di 1.000 atleti.
Gli atleti delle gare competitive provengono principalmente dall'Europa (in particolar modo dalla Spagna) e dall'Africa orientale. Atleti famosi che hanno vinto il Cross Internacional Valle de Llodio sono stati Derartu Tulu, Gebregziabher Gebremariam, Charles Kamathi, Sally Barsosio, Martín Fiz e Jon Brown
Il Cross Internacional Valle de Llodio, che è incluso nel circuito internazionale dei  Cross Country Permit Meeting dell'European Athletic Association, ha anche la funzione di selezionare gli atleti che parteciperanno all'edizione successiva dei campionati europei di corsa campestre, che sono organizzati a dicembre. Dal 2004 al 2006 il Cross Internacional Valle de Llodio ha fatto parte del circuito World Cross Challenge dell'International Association of Athletics Federations. Mentre la gara maschile per professionisti è stata sempre corsa sulla distanza di 9–10 km, quella femminile è stata gradualmente allungata: dai 4,3 km degli anni novanta del XX secolo, è passata ai 5,6 km (2001-2005) ai 7.5 km, che è la distanza predisposta dal 2006. L'edizione del 2012, l'ultima che ha avuto luogo, non è stata organizzata per problemi finanziari.

## Albo d'oro
| Edizione | Anno | Vincitore gara maschile   | Tempo (m:s) | Vincitrice gara femminile | Tempo (m:s) |
| -------- | ---- | ------------------------- | ----------- | ------------------------- | ----------- |
| I        | 1985 | Javier San Martin         | ?           | Lolo Lopo                 | ?           |
| II       | 1985 | Javier San Martin         | ?           | Asuncion Antolin          | ?           |
| III      | 1986 | Valentin Rodriguez        | ?           | Amelia Lorza              | ?           |
| IV       | 1987 | Ezequiel Canario          | ?           | Amelia Lorza              | ?           |
| V        | 1988 | Martín Fiz                | ?           | Mary Chemweno             | ?           |
| VI       | 1989 | Ezequiel Canario          | ?           | Jane Shields              | ?           |
| VII      | 1990 | Wilson Omwoyo             | 29:09       | Jane Wanjiku Ngotho       | 12:37       |
| VIII     | 1991 | Ondoro Osoro              | 27:25       | Susan Sirma               | 13:26       |
| IX       | 1992 | Ondoro Osoro              | 30:44       | Lydia Cheromei            | 15:00       |
| X        | 1993 | Fita Bayisa               | 27:58       | Sally Barsosio            | 14:11       |
| XI       | 1994 | Fita Bayisa               | 28:41       | Derartu Tulu              | 14:08       |
| XII      | 1995 | Daniel Komen              | 27:47       | Sally Barsosio            | 13:40       |
| XIII     | 1996 | Jon Brown                 | 31:03       | Gete Wami                 | 15:17       |
| XIV      | 1997 | Thomas Nyariki            | 30:50       | Jackline Maranga          | 15:02       |
| XV       | 1998 | Luke Kipkosgei            | 30:57       | Merima Denboba            | 15:44       |
| XVI      | 1999 | Hailu Mekonnen            | 28:21       | Naomi Mugo                | 14:18       |
| XVII     | 2000 | Abraham Chebii            | 30:01       | Merima Denboba            | 15:07       |
| XVIII    | 2001 | John Yuda                 | 27:01       | Alessandra Aguilar        | 19:32       |
| XIX      | 2002 | Charles Kamathi           | 26:57       | Salina Kosgei             | 19:33       |
| XX       | 2003 | Fabiano Joseph            | 28:19       | Alice Timbilil            | 19:56       |
| XXI      | 2004 | Gebregziabher Gebremariam | 26:36       | Werknesh Kidane           | 18:08       |
| XXII     | 2005 | Tariku Bekele             | 29:29       | Anikó Kálovics            | 21:02       |
| XXIII    | 2006 | Tariku Bekele             | 27:08       | Meselech Melkamu          | 26:13       |
| XXIV     | 2007 | Joseph Ebuya              | 27:05       | Meselech Melkamu          | 23:09       |
| XXV      | 2008 | Tariku Bekele             | 29:31       | Linet Masai               | 25:12       |
| XXVI     | 2009 | Teklemariam Medhin        | 29:08       | Linet Masai               | 25:11       |
| XXVII    | 2010 | Teklemariam Medhin        | 31:24       | Alessandra Aguilar        | 28:02       |
| XXVIII   | 2011 | Leonard Patrick Komon     | 29:15       | Nadia Ejjafini            | 26:03       |